# Atimiosa
Atimiosa är ett släkte av spindlar. Atimiosa ingår i familjen käkspindlar.
Kladogram enligt Catalogue of Life:
| Atimiosa | \| \| Atimiosa comorensis \| \| \| \| \| \| Atimiosa quinquemucronata \| \| \| \| |
|          | \| \| Atimiosa comorensis \| \| \| \| \| \| Atimiosa quinquemucronata \| \| \| \| |
|          | Atimiosa comorensis                                                               |
|          |                                                                                   |
|          | Atimiosa quinquemucronata                                                         |
|          |                                                                                   |